# Szürakuszai Nümphodórosz
Szürakuszai Nümphodórosz (Kr. e. 3. század) görög történetíró

## Élete
Szürakuszaiból származott, II. Ptolemaiosz Philadelphosz kortársa volt. Munkái néhány apróbb töredék kivételével elvesztek, illetve egyetlen munkája címe maradt fenn: „Periplousz, peri tón Szikeila Thaumatomenón".